# Prodrogue
Une prodrogue (également appelée promédicament) est une substance pharmacologique (un médicament) qui est administrée sous une forme inactive (ou beaucoup moins active que son métabolite). Une fois administrée, la prodrogue est métabolisée in vivo en un métabolite actif. La justification de l'utilisation d'une prodrogue est généralement pour une optimisation de l'absorption, la distribution, le métabolisme et l'élimination (ADME). Les prodrogues sont généralement conçues pour améliorer la biodisponibilité orale, une mauvaise absorption par le tractus gastro-intestinal étant généralement le facteur limitant.
En outre, l'utilisation d'une prodrogue peut augmenter la sélectivité du produit pour la cible visée. On peut en voir un exemple dans de nombreux traitements de chimiothérapie, dans lesquels la réduction des effets indésirables est toujours d'une importance primordiale. Les médicaments utilisés pour cibler les cellules cancéreuses hypoxiques, par l'utilisation d'un système d'activation par oxydo-réduction, utilisent les grandes quantités de réductase dans la cellule hypoxique pour convertir le médicament dans sa forme cytotoxique. Comme la cytotoxicité de la prodrogue est faible avant cette activation, il y a un risque nettement moindre d'"attaquer" les cellules en bonne santé ce qui réduit les effets secondaires associés à ces agents chimiothérapeutiques.
Dans la conception rationnelle des médicaments, la connaissance des propriétés chimiques susceptibles d'améliorer l'absorption et les principales voies métaboliques dans le corps permet la modification de la structure de nouvelles entités chimiques pour une meilleure biodisponibilité. Parfois cependant l'utilisation d'une prodrogue n'est pas intentionnelle notamment dans le cas de découverte fortuite d'un médicament où la substance administrée est seulement identifiée comme étant une prodrogue après des études approfondies de pharmacologie sur le métabolisme du produit.

## Classification
Les prodrogues peuvent être classées en deux catégories basées sur leurs sites de conversion dans leur forme active définitive.
Les prodrogues de type I sont celles où la conversion est intracellulaire (par exemple, antiviraux analogues de nucléoside, les statines hypolipémiantes, les chimiothérapies enzymatiques dirigées par anticorps (ADEPT)). Celles de type II sont celles qui sont converties extracellulairement, notamment dans les sucs digestifs ou la circulation systémique (par exemple, l'étoposide phosphate, le valganciclovir, le fosamprénavir).
Les deux types peuvent être encore subdivisés en sous-type A ou B, basés sur des critères supplémentaires. Ceux de type IA et IB se distinguent par le site d'activation qui est le site d'action thérapeutique ou non. Pour le type IIA et IIB, ils sont classés selon que la conversion a lieu dans le tractus gastro-intestinal ou la circulation systémique.
| Type    | Site de conversion | Sous types | Localisation du tissu de conversion   | Exemples                    |
| ------- | ------------------ | ---------- | ------------------------------------- | --------------------------- |
| Type I  | Intracellulaire    | Type IA    | Cellules du tissu cible               | Zidovudine, 5-Flurouracile  |
| Type I  | Intracellulaire    | Type IB    | Tissus particuliers (foie/poumon etc) | Captopril, Cyclophosphamide |
| Type II | Extracellulaire    | Type IIA   | Système digestif                      | Sulfasalazine, Lopéramide   |
| Type II | Extracellulaire    | Type IIB   | Circulation systémique                | Fosphénytoïne, Bambuterol   |